# ビルビル国際空港
ビル・ビル国際空港（西: Aeropuerto Internacional Viru Viru、英: ViruViru International Airport）は、ボリビアのサンタ・クルス・デ・ラ・シエラにある国際空港。

## 概要
Viru Viruはグアラニー語で平野の意味。その名の通り、サンタ・クルス・デ・ラ・シエラの中心から北に15kmの平野のなかにある。当時政権の座にあったレネ・バリエントス・オルトゥーニョが1965年ごろ新しい国際空港の設立を意図し、日本の政府開発援助（有償資金協力）が1978年に108億円、1982年に66.89億円が行われ、1983年に完成した。
ボリビアの首都ラパスのエル・アルト国際空港は標高4,000mを越える場所にあるため、翼の揚力が十分に得られない。このため燃料を満タンにして離陸することは困難である。そこで、国際線を中心にラパスからの長距離便はこのビルビル国際空港を経由することが多い。

## 就航路線
| 航空会社                            | 就航地 |
| ----------------------------------- | --- |
| アマゾナス航空                      | ラパス、スクレ、アスンシオン、イキケ、オルロ、カンポ・グランデ、クイアバ、コチャバンバ、タリハ、ブラジリア、モンテビデオ |
| ボリビアーナ航空                    | ラパス、スクレ、タリハ、 ブエノスアイレス、コビハ、コチャバンバ、サルタ、サンパウロ、マイアミ、マドリッド                |
| ボリビアーナ航空 （オムニエア運航） | マドリッド |
| エコジェット                        | リベラルタ、スクレ、タリハ、トリニダ                                                                                     |
| LATAM チリ                          | サンティアゴ |
| LATAM ペルー                        | リマ |
| アビアンカ航空                      | ボゴタ |
| アビアンカ・エクアドル              | キト |
| コパ航空                            | パナマシティ |
| アルゼンチン航空                    | ブエノスアイレス |
| ゴル航空                            | サンパウロ |
| パラン航空                          | アスンシオン |
| イースタン航空 (LLC)                | マイアミ |
| エア・ヨーロッパ                    | マドリッド |